# Хшанув
Хша́нув (пол. Chrzanów) — город в Польше, входит в Малопольское воеводство, Хшанувский повят. Занимает площадь 38,31 км². Население — 40 203 человека (на 2004 год).

## Знаменитые горожане
- Бакалович, Владислав (род.1831) — живописец и портретист.
- Бейер, Хенрика (ум.1855) — художница.
- Браунер, Винсент (1887—1944) — художник, график, сценограф.
- Збигнев Вансел (1966) — художник, скульптор.
- Исаак Дойчер (1907—1967) — историк, публицист.
- Богуслав Монсёр (1947-2021) - политик.

### Фотографии

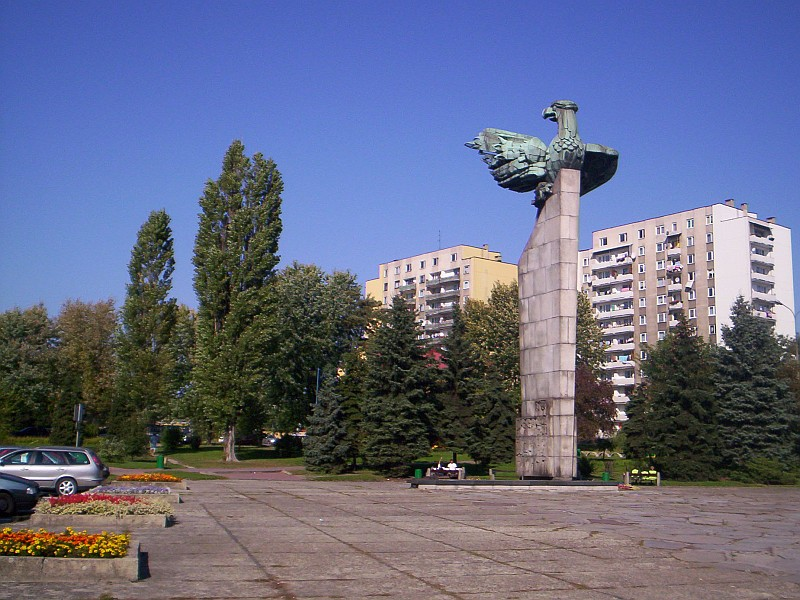
Площадь 1000-Летия
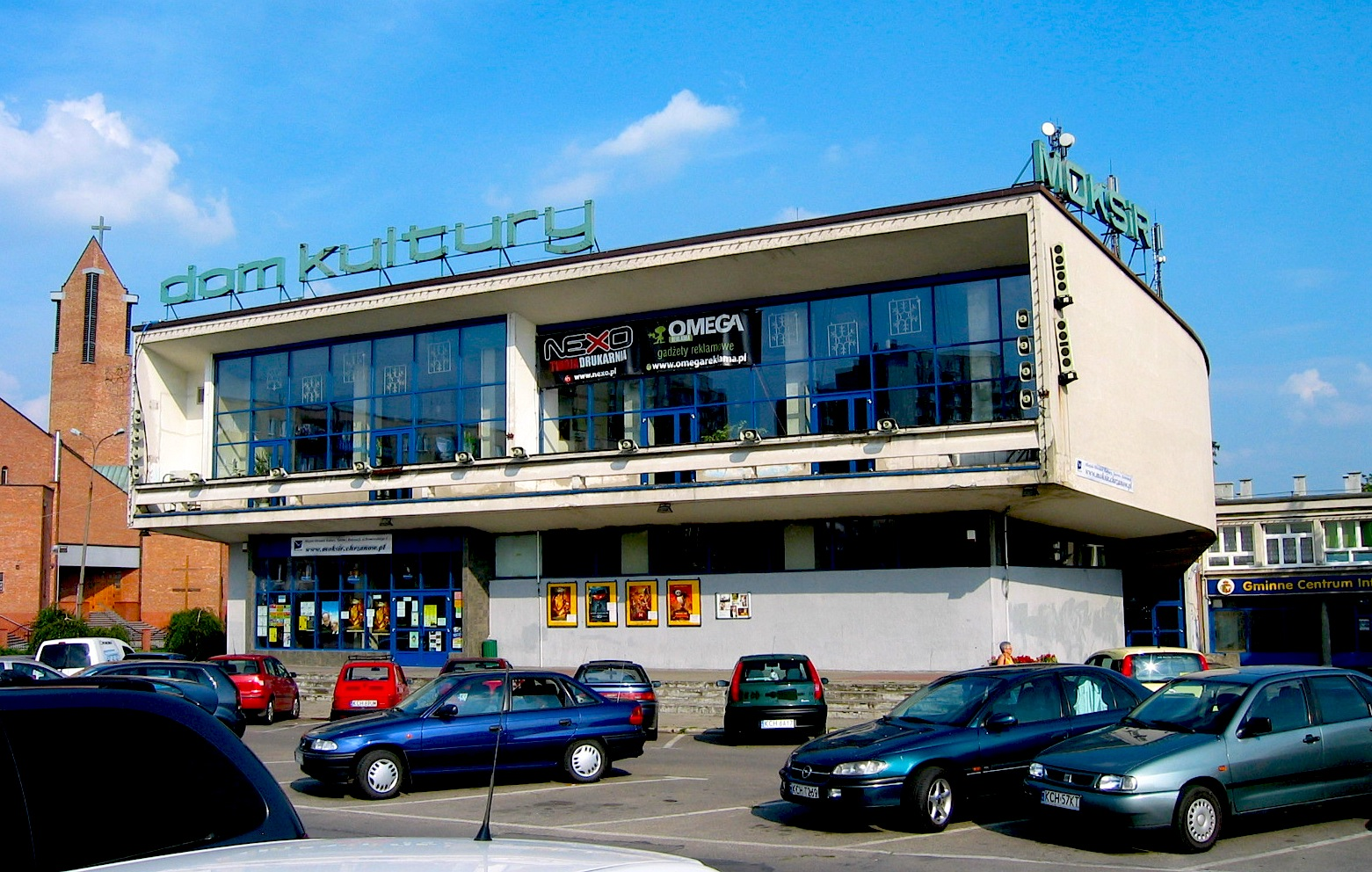
Дом культуры
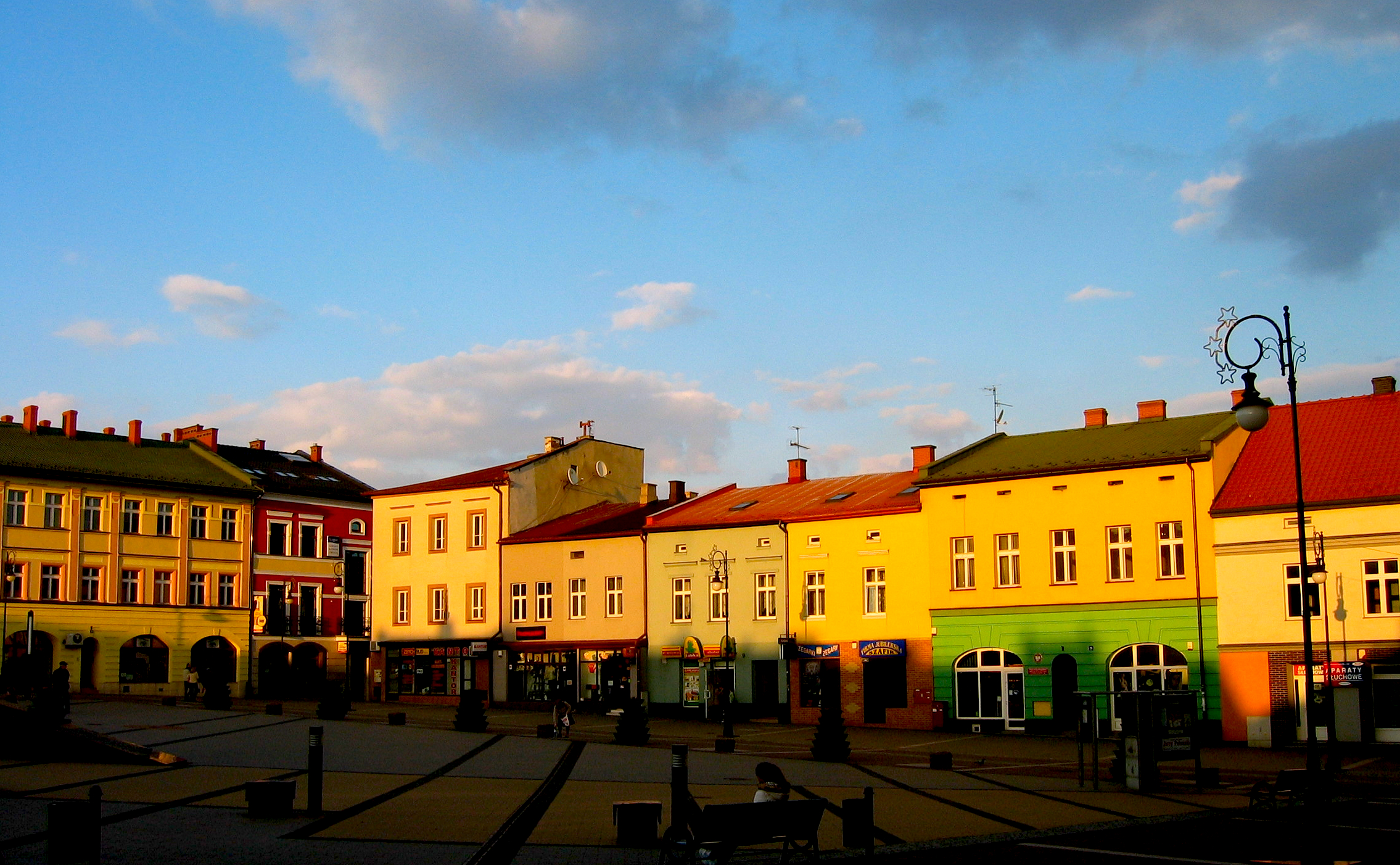
Рынок
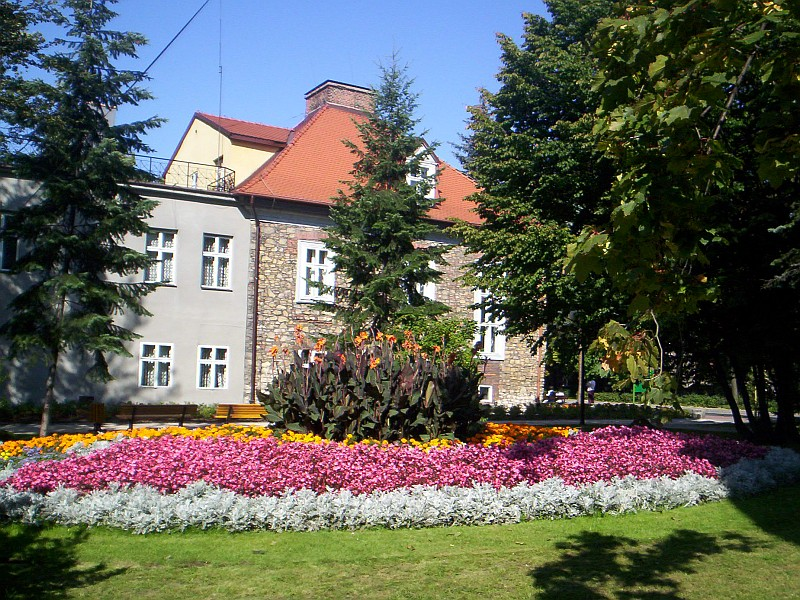
Музей
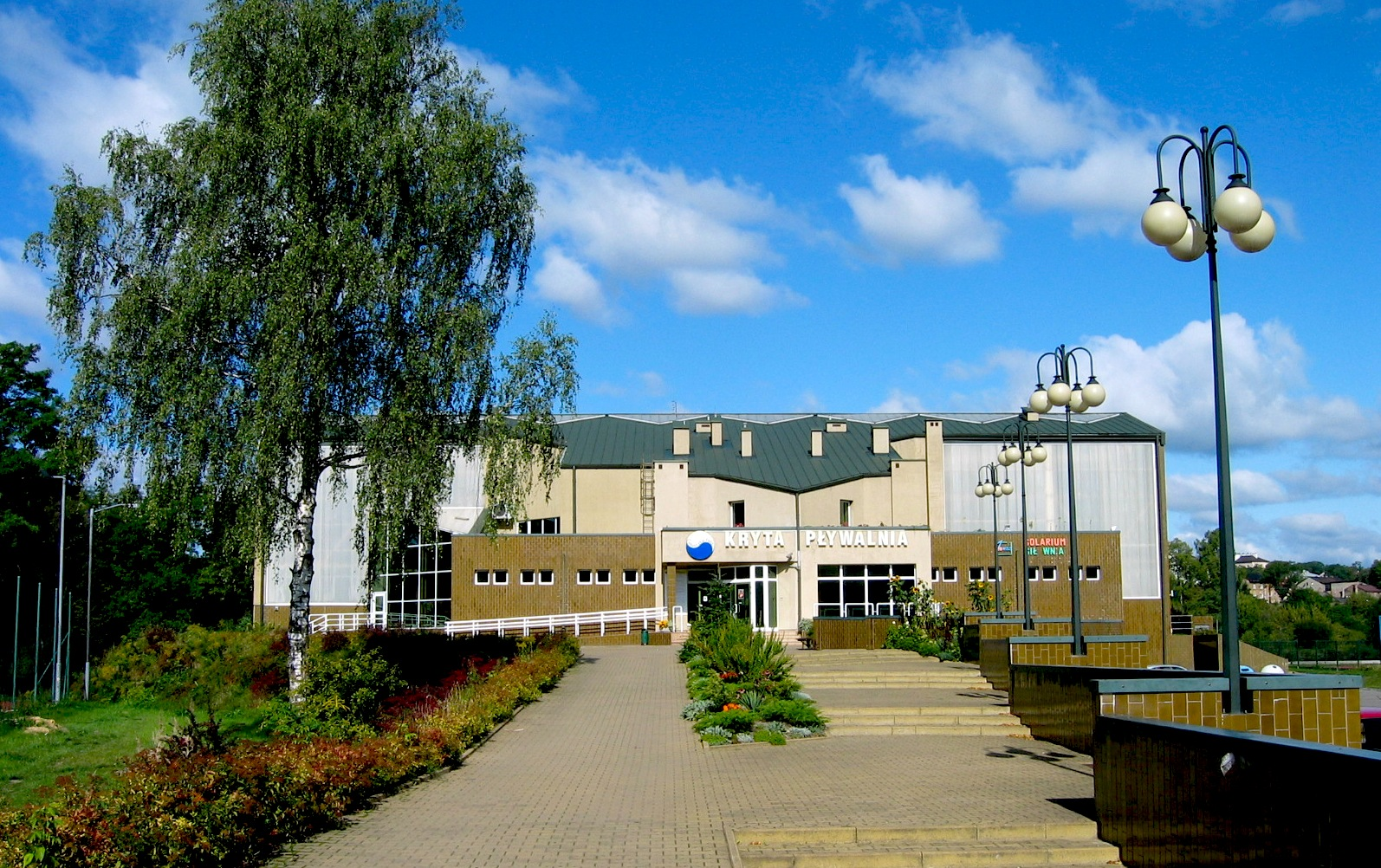
Плавательный бассейн
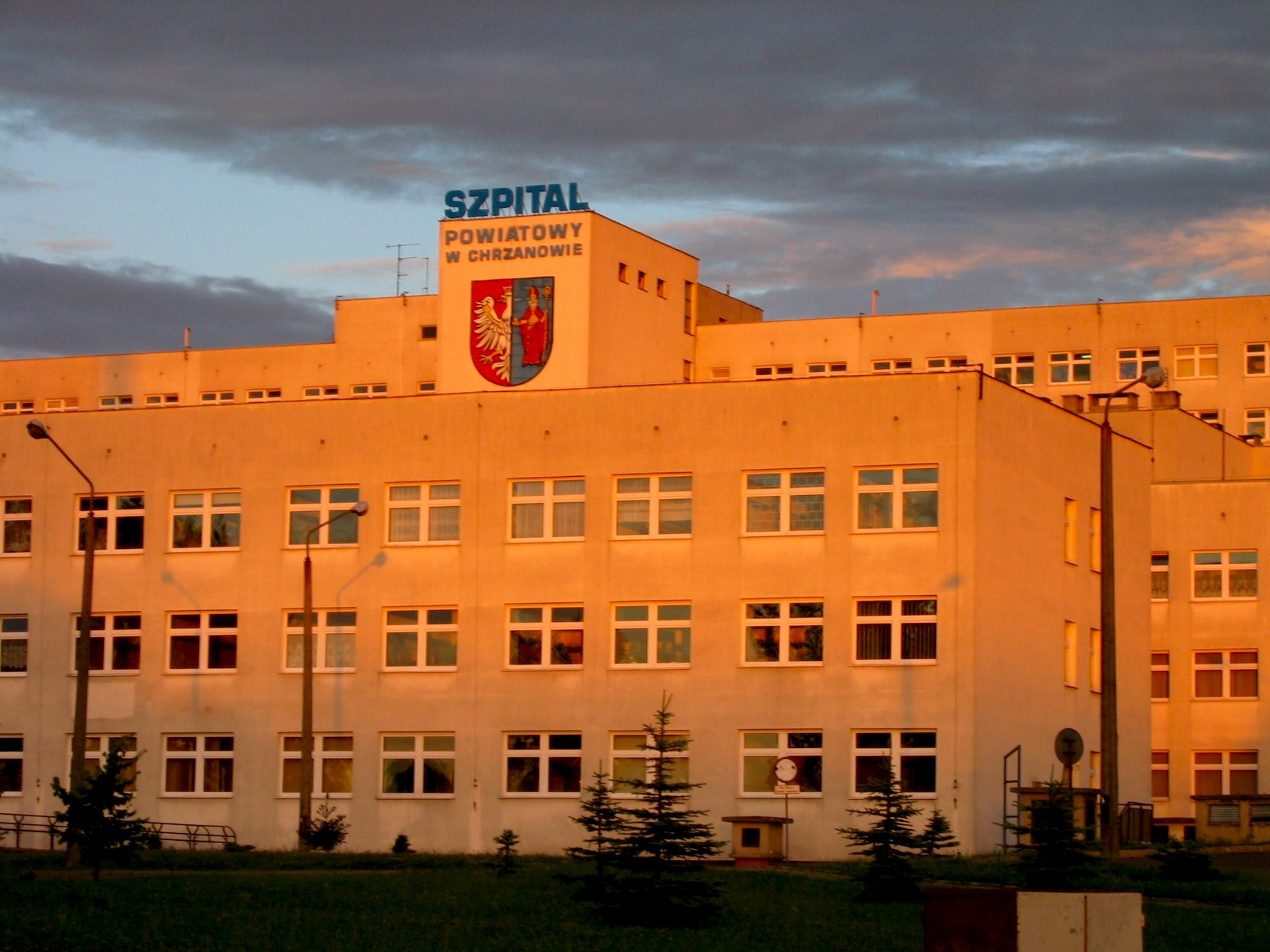
Больница
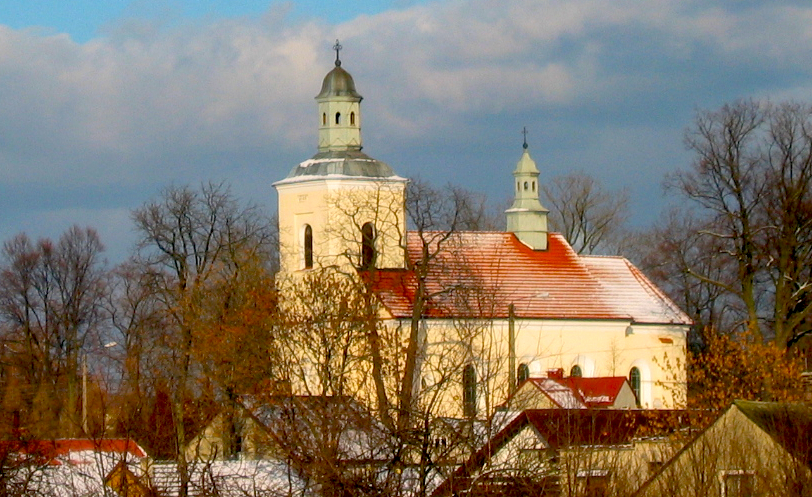
Костёл Иоаннa Крестителя

## Города-побратимы
- Арн (фр. Harnes), Франция
- Ивано-Франковск (укр. Івано-Франківськ), Украина
- Ньекладхаза (венг. Nyékládháza), Венгрия